# スロベニア語訳聖書

ユーリー・ダルマティンの聖書

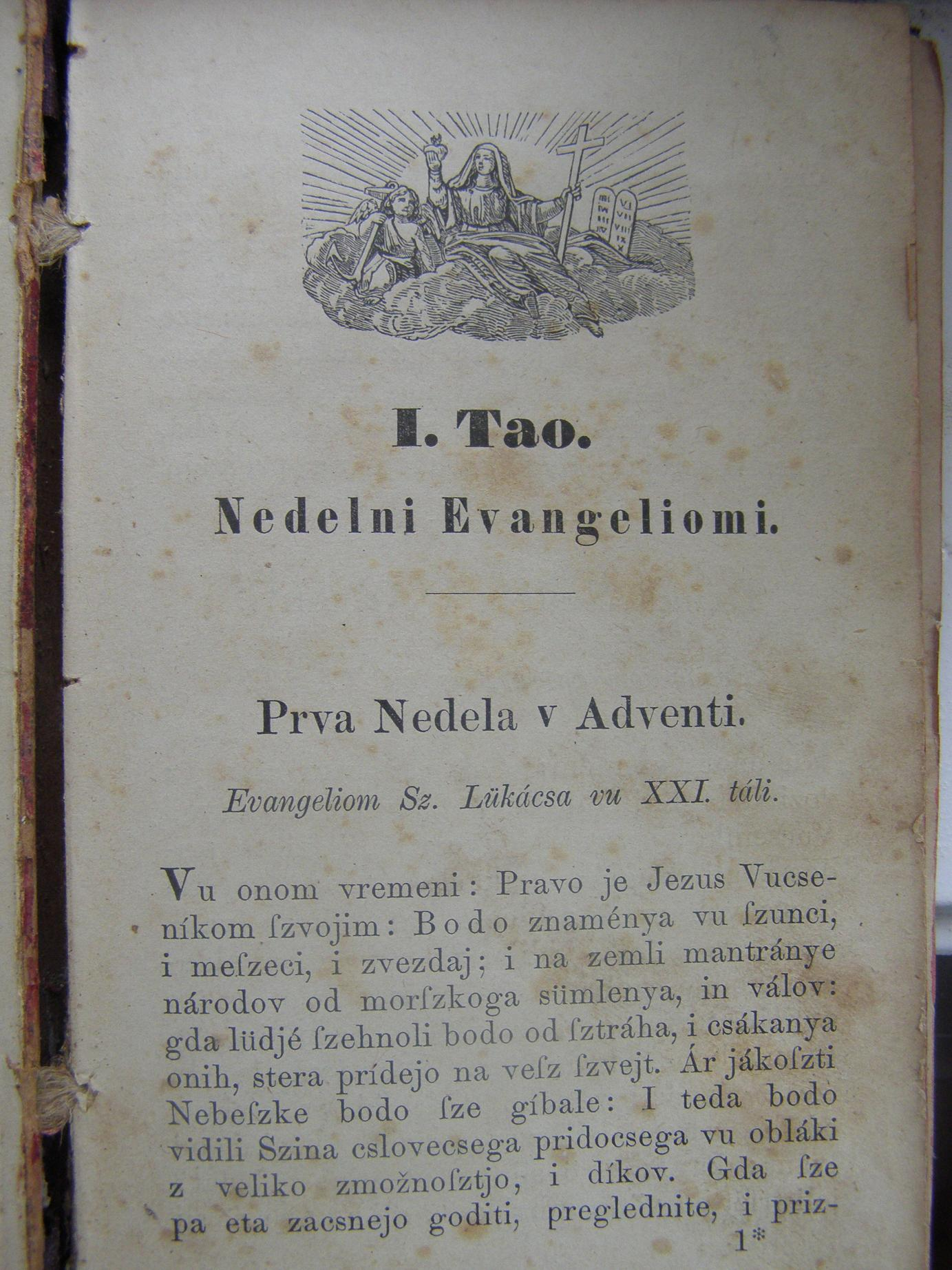
ミクロシュ・クズミッチ（Mikloš Küzmič）によるカトリック聖書

スロベニア語訳聖書（スロベニアごやくせいしょ、英語: Bible translations into Slovene）はキリスト教聖書のスロベニア語への翻訳を扱う。スロベニア語の表記は、スロベニア語アルファベットである。

## 歴史
カトリックが大勢を占めるスロベニアで、1582年にスロベニア語の最初の新約全書をカルニオラのプロテスタントのプリモル・トゥルバル（Primož Trubar）がドイツのテュービンゲンで出版した。
旧約・新約ともに、初のスロベニア語翻訳に臨んだのは、プロテスタントの文筆家で神学者のユーリィ・ダルマティン（1546年 - 1589年）であった。ダルマティンの翻訳はドイツのヴィッテンベルクで1584年に印刷され、樽の中へ入れてスロベニアに密輸入された。その結果、カトリック教会当局はそれを発見することが出来なかった。これによって、スロベニアはヨーロッパの大国をしのいで、自分達の言語での聖書を持った世界で12番目の国になった。この聖書翻訳はスロベニアにおけるプロテスタントの大きな目標であり、その完成は悲願であった。
カトリック用のスロベニア語聖書は遅れて、1784年に新約聖書の一部が『ヴルガータ』から翻訳されてスロベニアの首都リュブリャナで出版され、1786年には新約全書が完成した。旧・新訳全書が完成するのは1791年 - 1802年であった。

## 翻訳の例
| 翻訳書               | ヨハネ3:16 (スロベニア語) |
| -------------------- | --- |
| The Bible in Slovene | Bog je namreč svet tako vzljubil, da je dal svojega edinorojenega Sina, da bi se nihče, kdor vanj veruje, ne pogubil, ampak bi imel večno življenje. |